# Chikkathotlakere, Tumkur
Chikkathotlakere là một làng thuộc tehsil Tumkur, huyện Tumkur, bang Karnataka, Ấn Độ.